# حاجی‌آباد آتشگاه
حاجی‌آباد اتشگاه، روستایی از توابع بخش مرکزی شهرستان گرمسار در استان سمنان ایران است.

## جمعیت
این روستا در دهستان لجران قرار دارد و براساس سرشماری مرکز آمار ایران در سال ۱۳۸۵، جمعیت آن ۸۲۷ نفر (۲۲۱خانوار) بوده‌است.